# Ein starkes Team: Die Natter
Die Natter ist ein deutscher Fernsehfilm von Peter F. Bringmann aus dem Jahr 1999. Es handelt sich um die 12. Folge der Krimiserie Ein starkes Team mit Maja Maranow und Florian Martens in den Hauptrollen.

## Handlung
Das SEK-Team observiert den Immobilienmanager Groth, als der gerade eine Gruppe ausländischer Investoren in seinem schlossähnlichen Landsitz empfängt. Groth steht im Verdacht, in großem Stil Geldwäsche zu betreiben und Zwangsprostitution zu organisieren. Tatsächlich hat er Tamara, eine junge russische Prostituierte, als besonderen Service für seine Geschäftsfreunde mitgebracht. Nach der „Besprechung“ verlässt das Mädchen in ziemlich mitgenommenem Zustand das Anwesen. Am nächsten Tag befragen Verena und Otto Tamara in deren kleiner Wohnung. Blaue Flecken zeugen davon, dass ihr gestern übel mitgespielt wurde. Trotzdem überwiegt Tamaras Angst vor einer möglichen Abschiebung und vor ihrem Zuhälter Bernie Kollex, der als verlängerter Arm Groths die Prostituierten beaufsichtigt und das Geld eintreibt. Sie gibt vor, die Prostitution auf eigene Rechnung zu betreiben, Groth sei nur ihr Vermieter. Am folgenden Morgen wird Tamara tot in ihrer Wohnung aufgefunden. Die Obduktion ergibt eindeutig Fremdeinwirkung als Todesursache. Tamaras Freundin Ira, auch eine russische Prostituierte, die im gleichen Haus wohnt, macht ebenfalls keine Aussage aus Angst vor Kollex. Verena kann es sich nicht verkneifen, den dreisten Zuhälter vor Iras Augen zu einer Beleidigung zu provozieren um ihn dann festzunehmen, nicht ohne ihm ein paar ordentliche Blessuren beizubringen. In der weiteren Ermittlung arbeitet das SEK zusammen mit Dieter Wild von der Mordkommission Süd, einem alten Kollegen von Otto. Wild gesteht Otto, dass er selbst öfter Tamaras Dienste in Anspruch genommen habe und bittet ihn, das vertraulich zu behandeln. Verdächtige gibt es zur Genüge. Groth hat aber ein einwandfreies Alibi für die Tatzeit und scheidet als Täter aus. Kollex wurde aus dem gleichen Grund nach der Vernehmung wieder freigelassen. Er ist jetzt allerdings auf der Flucht, nachdem er Verena direkt vor dem Polizeirevier tätlich angegriffen hat, um ihr seine blamable Festnahme heimzuzahlen. Bliebe Tamaras vermutlich letzter Kunde, laut Anrufliste ihres Handys der Bademeister Schröder. Nach einer Verfolgungsjagd im Hallenbad wird er festgenommen. Schröder gibt zwar zu, dass er auf harte SM-Spiele steht, streitet den Mord aber vehement und glaubhaft ab. Durch die Telefonlisten kommt schließlich auch der Name Dieter Wild ins Spiel, eine besonders heikle Angelegenheit. Verena versucht, Wilds Revierkollegen Heinz Schneidewind auszuhorchen. Stattdessen gibt der seinem Kollegen Wild ein sattelfestes Alibi, sie seien beide die ganze Nacht hindurch zusammen auf Streife gewesen. Verena hat bei diesem Alibi ein ungutes Gefühl.
Spät abends, auf der Heimfahrt im Auto, erhält sie einen Anruf von Wild. Er sei auf dem Weg zu Groths Landhaus, um dort Kollex festzunehmen. Verena trifft sich dort mit Wild. Als Kollex plötzlich mit vorgehaltener Waffe auf sie zustürmt, erschießt sie ihn in Notwehr. Allerdings findet die Spurensicherung am Tatort keine Waffe bei Kollex. Gegen Verena wird eine interne Ermittlung eingeleitet. Sie ist jetzt überzeugt, dass Wild mit dem Mord in Verbindung steht und auch für das Verschwinden von Kollex' Waffe verantwortlich ist. Nachdem sie Schneidewind nochmals ins Gewissen geredet hat, verlässt der, offensichtlich nachdenklich geworden, das Revier. Auf dem Heimweg mit dem Fahrrad wird er Opfer eines Autounfalls. Im Labor werden Lacksplitter festgestellt, die einwandfrei zu Wilds Fahrzeug passen. Wilds Handy kann geortet werden, er befindet sich auf Groths Landsitz, wo er sich gerade mit Groth über die gemeinsamen Geschäfte und die, durch die polizeilichen Ermittlungen kritisch gewordene, Situation unterhält. Dabei kommt heraus, dass Wild den Mord an Tamara begangen hat, nachdem die schwanger geworden war und ihn damit zur Ehe nötigen wollte. Groth und Wild werden vor Ort festgenommen. Bei Wild wird dabei auch Kollex' Waffe gefunden.

## Drehorte (Auswahl)
- Groths Landsitz war auf Schloss Marquardt in Potsdam
- Die Wohnungen der Prostituierten waren in der Feurigstraße 42
- Die Szenen im Hallenbad wurden im Baerwaldbad gedreht
- Groths Firma hatte zwei Drehorte: Von außen wird das Gebäude Pascalstraße 10 gezeigt, innen wurde in der Schützenstraße 25 gedreht
- Der Fahrradunfall ereignete sich vor dem Kraftwerk Charlottenburg in der Quedlinburger Straße

## Hintergrund
Die Natter wurde in Berlin gedreht und am 15. Mai 1999 um 20:15 Uhr im ZDF erstausgestrahlt.
Sputnik betreibt in dieser Episode wieder seine kleine Kneipe und versucht sich jetzt als „Spritdesigner“. Es gelingt ihm aber nicht so recht, Otto und die anderen vom SEK-Team für seine neueste Kreation "Mielkes Mörser" zu begeistern.
In einer Szene ist der Berliner Ostbahnhof zu sehen, der damals noch die Lettern "Berlin Hauptbahnhof" trug.

## Kritik
Die Kritiker der Fernsehzeitschrift TV Spielfilm meinen: „Wo es der Story, der Dramaturgie und der Kameraführung an Kraft und Energie fehlt, reißen Maja Maranow (‚Rivalen der Rennbahn‘) und Florian Martens souverän das Ruder herum. Ihr Spiel ist lebendig, und sie ergänzen sich perfekt.“ Fazit dieser Folge: „Hinkende Story, aber stimmige Chemie.“